# Czechoslovak Group
CZECHOSLOVAK GROUP a.s. (CSG) je průmyslově-technologický holding zastřešující aktivity více než stovky firem a obchodních společností se sídlem převážně v Česku a na Slovensku, ale také v Itálii, v USA, ve Španělsku, Srbsku, Velké Británii a Indii.
Nejznámějším členem skupiny je kopřivnická automobilka TATRA TRUCKS, ve které drží CSG většinový podíl. Vedle automobilového průmyslu působí společnosti holdingu v leteckém, železničním, obranném průmyslu a dalších odvětvích. Holdingová centrála sídlí v Praze. Skupina CSG působila od 13. října 2014 do 14. ledna 2016 pod názvem EXCALIBUR GROUP. Majitelem Czechoslovak Group je od ledna roku 2018 Michal Strnad, syn zakladatele holdingu Jaroslava Strnada. CSG je považována za jednu z nejvýznamnějších rodinných firem v ČR.

## Historie

### Začátky
Holding CSG se postupně vyvinul z podnikání jeho zakladatele Jaroslava Strnada. Ten v 90. letech 20. století začínal jako obchodník s kovovým šrotem, jehož zdrojem byl i nepotřebný materiál a nadbytečná technika Armády České republiky. Podnikatel postupně zjistil, že větší hodnotu než šrot mají náhradní díly, které lze z nepotřebné techniky vytěžit, a dále s nimi obchodovat. Za tím účelem vznikla v roce 1995 společnost EXCALIBUR ARMY, která se stala jádrem vznikajícího holdingu. Ta postupně začala nepotřebnou vojenskou techniku dlouhodobě skladovat za účelem dalšího obchodování.[zdroj?]
Kvůli potřebě servisu techniky i novovýroby náhradních dílů Jaroslav Strnad v roce 2005 získal první průmyslovou kapacitu. Jednalo se o zkrachovalý vojenský opravárenský podnik v Přelouči, který koupil od správce konkurzní podstaty.[zdroj?]
Další významnou akvizicí se v roce 2010 stal výrobce brzdových systémů pro kolejová vozidla, třemošnická společnost DAKO-CZ, ve které je CSG většinovým vlastníkem.

### Získání Tatry a VOP Šternberk
Zásadním milníkem pro vývoj holdingu bylo převzetí automobilky Tatra, kterou Strnad koupil v konkurzní dražbě spolu s podnikatelem René Materou v roce 2013. CSG drží ve společnosti TATRA TRUCKS a.s. podíl ve výši 65 procent, holding PROMET GROUP Reného Matery podíl ve výši 35 procent. Novým majitelům se podařilo jednu z nejstarších světových automobilek rychle nastartovat a postupně vrátit k ziskovému hospodaření.
V roce 2013 Jaroslav Strnad významně posílil i v obranném průmyslu, když jeho EXCALIBUR ARMY vyhrála soutěž na prodej státního podniku VOP 026 Šternberk s nejvyšší cenovou nabídku. Díky VOP CZ získala EXCALIBUR ARMY schopnost realizovat generální opravy, modernizovat a vyvíjet nové typy speciální pozemní techniky.[zdroj?]

### Vznik holdingu a pokračování expanze
V roce 2014 vznikla holdingová struktura, která nesla zpočátku název EXCALIBUR GROUP. V roce 2016 se skupina přejmenovala na CZECHOSLOVAK GROUP a výrazně expandovala. V té době do holdingu přibyly letecké opravny JOB AIR Technic, výrobce radarů RETIA, automobilka Avia, a společnost ELTON hodinářská, výrobce hodinek PRIM.[zdroj?]
Kromě akvizic existujících firem založila CSG na zelené louce zbrojovku TATRA DEFENCE VEHICLE (TDV), která se díky získání licence od společnosti General Dynamics European Land Systems (GDELS) stala výrobcem osmikolových obrněnců Pandur, které jsou ve výzbroji Armády ČR.[zdroj?]
V roce 2017 se CSG rozrostla o dalšího radarového výrobce, společnost ELDIS, a společnost CS Soft, vývojáře systémů řízení letového provozu.[zdroj?] V témže roce také skupina získala první významnou zakázku od Ministerstva obrany ČR: Společnost TDV uzavřela s ministerstvem smlouvu na dodávku dvaceti velitelsko-štábních a spojovacích verzí kolových obrněných vozidel Pandur II 8x8 CZ.

## Současnost

### Změna vlastnictví
V roce 2018 převedl Jaroslav Strnad vlastnictví skupiny na syna Michala Strnada. Ten již několik let působil jako generální ředitel CSG. Oficiálně Strnadovi zdůvodnili generační výměnu tak, že se jedná o naplnění zásady „kdo řídí, vlastní“. Dalším důvodem bylo, že Jaroslav Strnad se začal věnovat novému projektu: budování oddělené a na CSG nezávislé skupiny CE Industries, která ovládla některé společnosti z krachujícího holdingu Vítkovice.
Některá média zmínila i další možný důvod: kontroverzní reputaci Jaroslava Strnada, kvůli které mohly být ohrožené bezpečnostní prověrky některých firem CSG. Důvodem kontroverzí okolo jeho osoby bylo například podezření, že společnost EXCALIBUR ARMY skladovala v muničním skladu ve Vrběticích zakázanou protipěchotní munici, nebo sponzoring prezidentské kampaně Miloše Zemana. Šlo o to, že česká zbrojařská skupina Czechoslovak Group (CSG) a rodina Strnadových byli známí svou náklonností k prezidentu Zemanovi a historicky patřili k jeho největším sponzorům. Zbrojařská skupina CSG finančně podporovala Miloše Zemana v prezidentských volbách.

### Vývoj holdingu pod novým majitelem
Pod novým majitelem, Michalem Strnadem, pokračoval růst holdingu, a to především díky zahraničním akvizicím. CSG se v roce 2019 rozšířila o skupinu autosalonů a autoservisů značek Hyundai a Mazda a logistickou společnost Skyport působící v letecké přepravě. V roce 2019 získala společnost ELDIS ze skupiny CSG více než šestimiliardovou zakázku Ministerstva obrany ČR na dodávku 62 šestikolových obrněných vozidel TITUS s tatrováckým podvozkem. První obrněná vozidla TITUS převzala česká armáda v květnu 2023. Ve spolupráci se společností DAF Trucks dodává Tatra Trucks podvozky pro 879 nákladních vozidel pro belgické ozbrojené síly. Zakázku získala společnost DAF Trucks v roce 2021. Na projektu se podílí do značné miry i firma Tatra Defence Vehicle, která pro celkem 352 těchto vozidel dodává balistické kabiny.
CSG nadále expanduje, přičemž cílem skupiny je stabilizace a rozvoj firem, které již v holdingu jsou. Skupina neztrácí zájem o investice zejména v segmentu malých a středních rodinných firem, kde zakladatel nemá následníka. Příkladem takové investice bylo odkoupení společnosti ATRAK vyvíjející systémy řízení letového provozu od jejího majitele.

### Podnikání skupiny na Slovensku
Holding má významné aktivity i ve Slovenské republice a deklaruje svoji návaznost na průmyslové dědictví Československa (například motto: „Heart. Heritage. Horizon.“). Slovenská větev holdingu je představovaná skupinou MSM Group, jejíž společnosti se věnují zejména výrobě munice, ručních zbraní, letištních radio-navigačních systémů a kontejnerizovaných pracovišť.[zdroj?]
V minulosti byl jednou ze slovenských aktivit skupiny CSG i letecký vrtulníkový výcvik pro létající i pozemní personál, který zabezpečovala společnost Slovak Training Academy (STA) operující zejména na letišti Košice. STA disponuje flotilou několika desítek vrtulníků. Jako jediná soukromá společnost v Evropě vlastní několik kusů amerického vrtulníku Sikorsky UH-60 Black Hawk.[zdroj?] Kvůli konci výcviku pilotů afghánské armády byla činnost utlumena.[zdroj?]

### Expanze do dalších zemí
Přestože naprostá většina firem CSG sídlí v Česku a Slovensku, rozšiřuje se i počet výrobních závodů v zahraničí. Do CSG patří makedonská munička SUMBRO, která vyrábí malorážovou munici do ručních zbraní, srbské strojírny IMK 14. Oktobar a španělská muniční továrna Fábrica de Municiones de Granada. Holding má též obchodní zastoupení v USA (společnost CSG USA Inc.). Na konci roku 2022 získal holding CSG 70% podíl ve společnosti Fiocchi Munizioni, předním italském výrobci střeliva malé ráže, které se používá především pro sportovní střelbu a lov. Fiocchi Munizioni má své výrobní pobočky také ve Velké Británii a USA. Převzetí podniků Fiocchi v USA rovněž podléhalo schválení CFIUS.[zdroj?]
Mezi další akvizice CSG patří od prosince 2023 většinový podíl v italské společnosti Armi Perazzi, která je renomovaným výrobcem brokovnic pro sportovní střelce a elitní lovce. Mezi její majitele patří i český držitel zlaté olympijské medaile v trapu z OH v Pekingu David Kostelecký. CSG má ve firmě 80% podíl.

## Údaje o hospodaření a vývoj klíčových ukazatelů
Hlavní hospodářské ukazatele CSG od založení skupiny vykazují rostoucí trend.
| Rok                                       | 2015  | 2016   | 2017   | 2018   | 2019   | 2020   | 2021   | 2022   | 2023    |
| ----------------------------------------- | ----- | ------ | ------ | ------ | ------ | ------ | ------ | ------ | ------- |
| Konsolidované tržby (v mil. Kč)           | 4 725 | 5 736  | 7 721  | 11 457 | 11 839 | 15 029 | 14 444 | 24 933 | 42 000  |
| Konsolidovaná EBITDA (v mil. Kč)          | 1 248 | 1 275  | 1 306  | 1 867  | 2 611  | 2 256  | 2 728  | 5 615  | 10 534  |
| Konsolidovaná aktiva celkem (v mil. Kč)   | 7 645 | 12 999 | 18 718 | 20 354 | 27 528 | 26 768 | 27 404 | 60 118 | 82 886  |
| Konsolidovaný vlastní kapitál (v mil. Kč) | 1 686 | 5 146  | 5 981  | 7 644  | 8 706  | 9 162  | 9 252  | 15 800 | 16 984  |
| Počet zaměstnanců                         | 1 973 | 3 217  | 3 493  | 3 599  | 4 152  | 3 906  | 3 739  | 5 450  | 10 000+ |

Skupina financuje svůj růst kombinací vlastního kapitálu, bankovních úvěrů a také emisemi dluhopisů. O svém hospodaření CSG informuje prostřednictvím výročních zpráv; první byla zveřejněna za rok 2016.
CSG je v rámci svých akvizic dlouhodobým investorem a akvírované společnosti dlouhodobě rozvíjí. V některých případech se jedná o tzv. distresová aktiva, tedy firmy ve finančních a odbytových problémech, které se holding snaží postavit na nohy a vrátit jim prosperitu. Příkladem z této kategorie je vstup CSG do kopřivnické automobilky Tatra.[zdroj?]
Přestože je celkově skupina úspěšná, nevyhýbají se jí ani dílčí neúspěchy. Nepodařilo se jí například úspěšně obnovit výrobu automobilky AVIA.[zdroj?]

## Hlavní obory podnikání CSG
Hlavní obory, ve kterých CSG působí, jsou letecký průmysl, výroba speciální pozemní techniky pro armády a jiné bezpečnostní složky, automobilový průmysl, železniční průmysl a muniční průmysl.[zdroj?]
Aktivity v leteckém průmyslu zahrnují zejména:
- Vývoj systémů řízení letového provozu, kterému se věnují společnosti CS SOFT a ATRAK.
- Vývoj a výrobu primárních a sekundárních radarů pro řízení letového provozu, radarů protivzdušné obrany a systémů řízení a velení, kterému se věnují společnosti ELDIS a RETIA.
- Opravu a údržbu dopravních letadel rodin Boeing 737 a Airbus A320, kterým se věnuje společnost JOB AIR Technic.[zdroj?]

Aktivity v oblasti speciální pozemní techniky, které se věnují zejména společnosti EXCALIBUR ARMY and TATRA DEFENCE VEHICLE zahrnují zejména:
- Opravy, údržbu, přestavby a modernizace speciálních kolových a pásových vozidel pro armádu, hasiče a záchranáře.
- Vývoj a výrobu nových speciálních kolových a pásových vozidel, například kolového obrněného vozidla Pandur II 8x8 CZ na základě licence od společnosti General Dynamics European Land Systems (krátce GDELS) a kolového vozidla TITUS se znakem náprav 6x6 vyvinutého ve spolupráci s francouzským státním podnikem NEXTER SYSTEMS.
- Vývoj a výroba samohybných houfnic (DITA, MORANA).[zdroj?]

Aktivity v automobilovém průmyslu zajišťuje zejména automobilka TATRA TRUCKS, která se specializuje na vývoj a výrobu těžkých užitkových terénních vozidel Tatra.[zdroj?]
Aktivity v železničním průmyslu zastupuje hlavně vývojář a výrobce brzdových systémů pro kolejová vozidla, společnost DAKO-CZ.[zdroj?]
Aktivity v muničním průmyslu zahrnují zejména vývoj a výrobu střední a velkorážové munice včetně standardní ráže NATO 155 mm. Muniční průmysl je doménou slovenské skupiny MSM Group. V roce 2020 CSG prostřednictvím MSM Group koupila španělského výrobce munice FMG (Fábrica de Municiones de Granada) od společnosti GDELS. V souvislosti s vypuknutím ruské agrese proti Ukrajině a prudkým růstem poptávky po dělostřelecké munici, investuje CSG do rozšíření výroby a její vertikální integrace.[zdroj?]
Aktivity Business projects zastupují společnosti, jež přímo nezapadají do žádného z hlavních oborů podnikání CSG, přesto mají silný potenciál či představují zajímavou obchodní příležitost. Patří sem například firma ELTON hodinářská, Prague Fertility Centre, nebo Armi Perazzi.[zdroj?]
Byznys CSG spadá zejména do kategorií B2B a B2G. CSG téměř neoperuje v kategorii B2C. Výjimkou je výrobce hodinek značky PRIM, česká společnost ELTON hodinářská.[zdroj?]
Tržby obranného průmyslu představovaly 72 %.

## Zahraniční partnerství CSG
Od firmy General Dynamics European Land Systems (GDELS), která je součástí americké korporace General Dynamics, CSG získala exkluzivní licenci na výrobu a servis kolového obrněného transportéru Pandur II 8x8 CZ, který je ve výzbroji Armády ČR. Dalším americkým partnerem CSG je korporace Raytheon, pro kterou slovenská holdingová společnost SLOVAK TRAINING ACADEMY dodávala služby vrtulníkového výcviku. Ve spolupráci s francouzskou státní zbrojovkou Nexter Systems vyvinula šestikolový obrněnec TITUS na podvozku Tatra. CSG spolupracuje i s izraelskými společnostmi. Radarový výrobce RETIA, který je členem skupiny, je hlavním průmyslovým partnerem izraelského státního podniku ELTA Systems při dodávce radarů protivzdušné obrany MADR pro Armádu ČR a také strategickým partnerem izraelské firmy Rafael v projektu protivzdušné obrany SPYDER pro AČR. 

## Sponzoring
Firmy skupiny CSG dlouhodobě podporují závodní tým Tatra Buggyra Racing, který se pravidelně účastní prestižního závodu Rallye Dakar.
Od února 2024 je skupina CSG hlavním partnerem českého pilota Formule 2 Romana Staňka.
Společnost MSM GROUP, která je slovenskou větví skupiny CSG, je od září 2023 oficiálním partnerem hokejového klubu HK Dukla Trenčín.

## Mediální kauzy skupiny

### Vztahy s prezidentem Milošem Zemanem
Společnost DAKO CZ přispěla na kampaň Miloše Zemana v prvním kole prezidentských voleb částkou 2 milióny Kč. V roce 2018 udělil prezident Miloš Zeman zakladateli skupiny CSG Jaroslavu Strnadovi vyznamenání za zásluhy o stát v oblasti hospodářské.

### Kauza skladování zakázané munice ve Vrběticích
Státní zástupce obvinil dvě společnosti CSG a několik jejich manažerů ze skladování mezinárodně zakázané munice v muničním skladu ve Vrběticích. Tato kauza nijak nesouvisí s výbuchy v tomto muničním skladu, které se týkaly objektů pronajatých společností IMEX Group. Soud všechny obžalované firmy i osoby zprostil obžaloby s tím, že se o zakázanou munici nejednalo. Případ je pravomocně ukončen.

### Kauza motory
Skupina vysoce postavených manažerů Ministerstva obrany ČR a Armády ČR byla obviněna z toho, že firmám CSG za výhodných podmínek umožnili nákup lukrativních dílů vojenské techniky, které byly označeny jako nepotřebné, vyřazeny z armádních zásob a prodány prostřednictvím státního podniku VOP CZ Strnadovým firmám. V kauze, která dosud pokračuje, není obviněna žádná firma ani zaměstnanci holdingu CSG. Městský soud v Praze prvoinstančně všechny obžalované viny zprostil a poukázal na závažné chyby ve vyšetřování, které se týkaly například zkreslení přepisů odposlechů, které Policie ČR v případu realizovala, i účelového výběru znaleckých posudků ceny náhradních dílů, které si PČR v rámci vyšetřování pořídila. V roce 2020 pražský vrchní soud informoval, že byly nalezeny závažné procesní vady na straně státního zástupce Vrchního státního zastupitelství Pavla Prygla. V březnu 2023 Městský soud v Praze rozhodl o tom, že se kauza vrátí ke státnímu zástupci k došetření.

### Bezpečnostní prověrky
Některá média poukázala na to, že Národní bezpečnostní úřad otevřel bezpečnostní prověrku společnosti RETIA poté, co vstoupila do holdingu CSG, a poukázala na možnost jejich odebrání. Bezpečnostní prověrka ale firmám CSG odebrána nebyla. Společnost RETIA získala v roce 2020 novou bezpečnostní prověrku na stupeň Tajné s platností do roku 2027, jak vyplývá z veřejného seznamu bezpečnostních prověrek NBÚ.

## Přehled významných firem holdingu

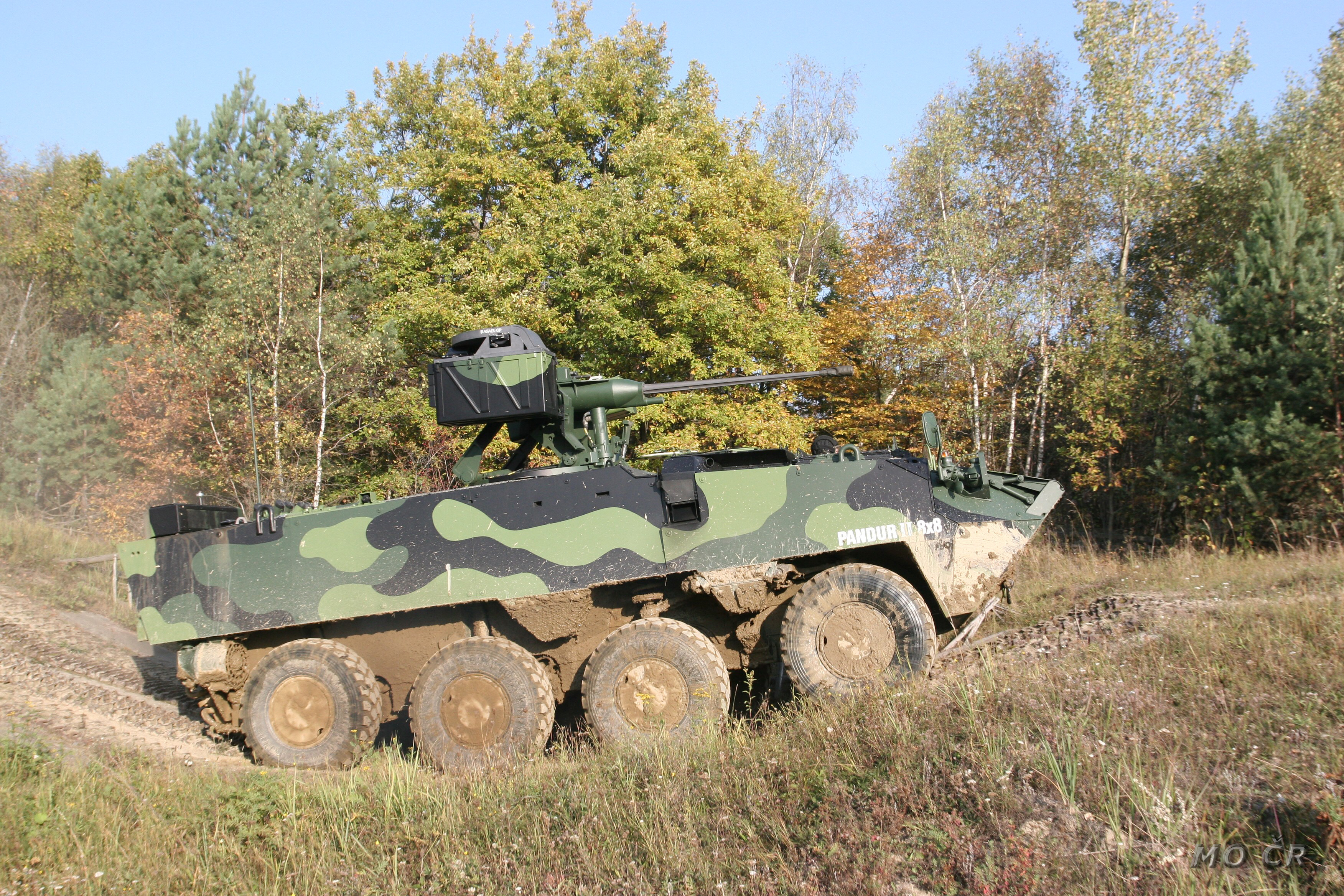
GDELS-Steyr Pandur II

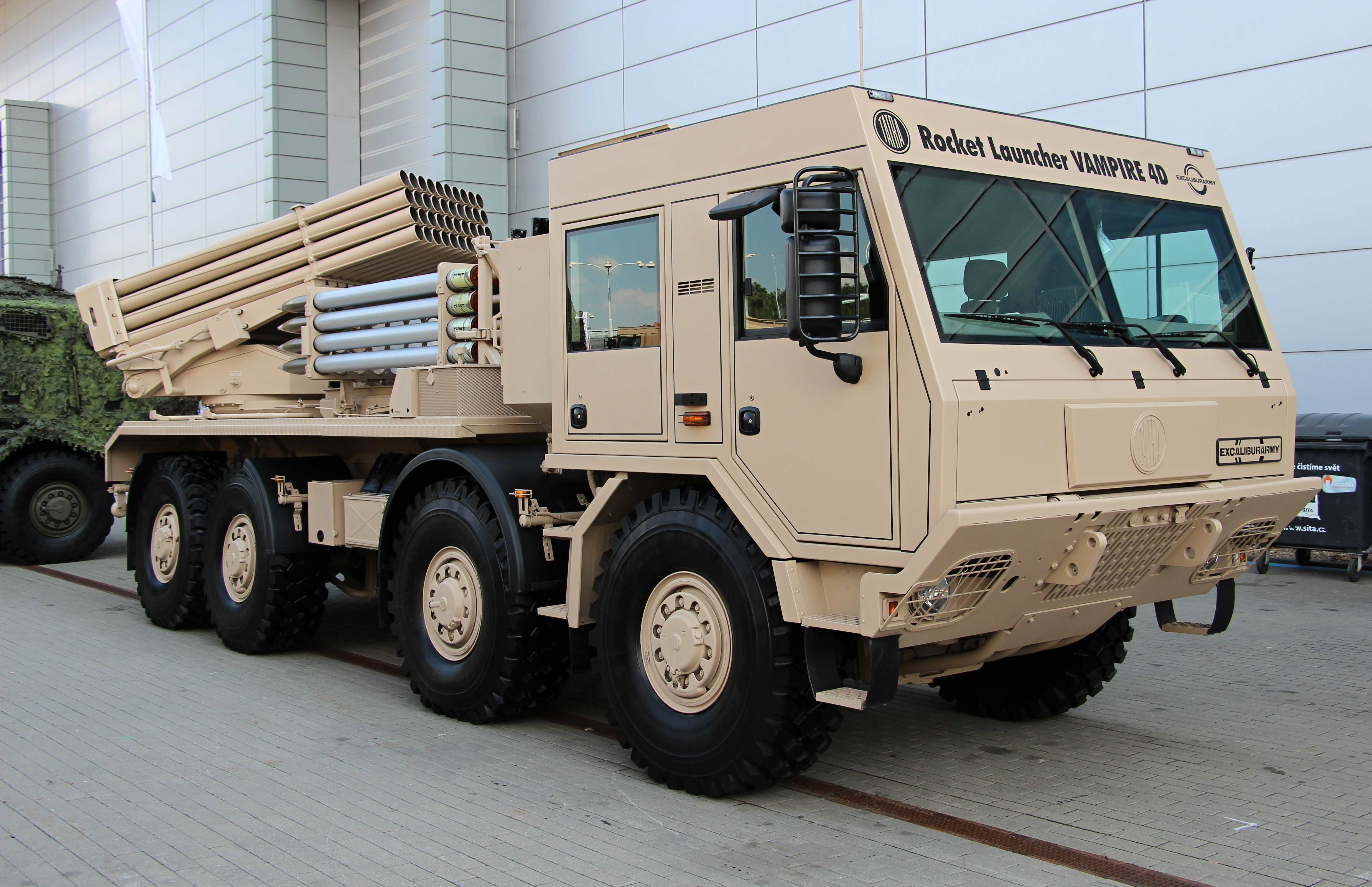
RM-70 Vampire

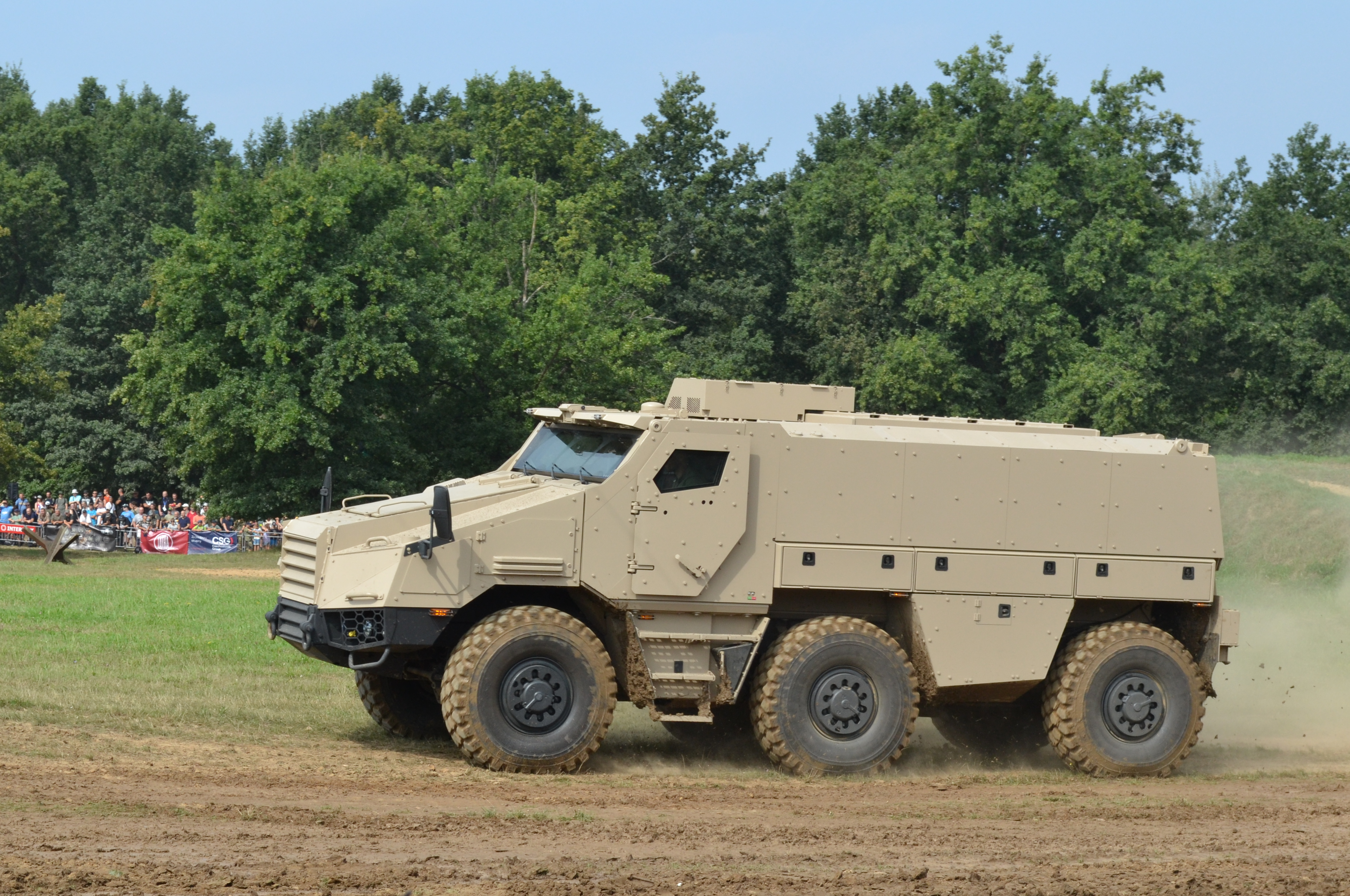
Obrněné vozidlo TITUS

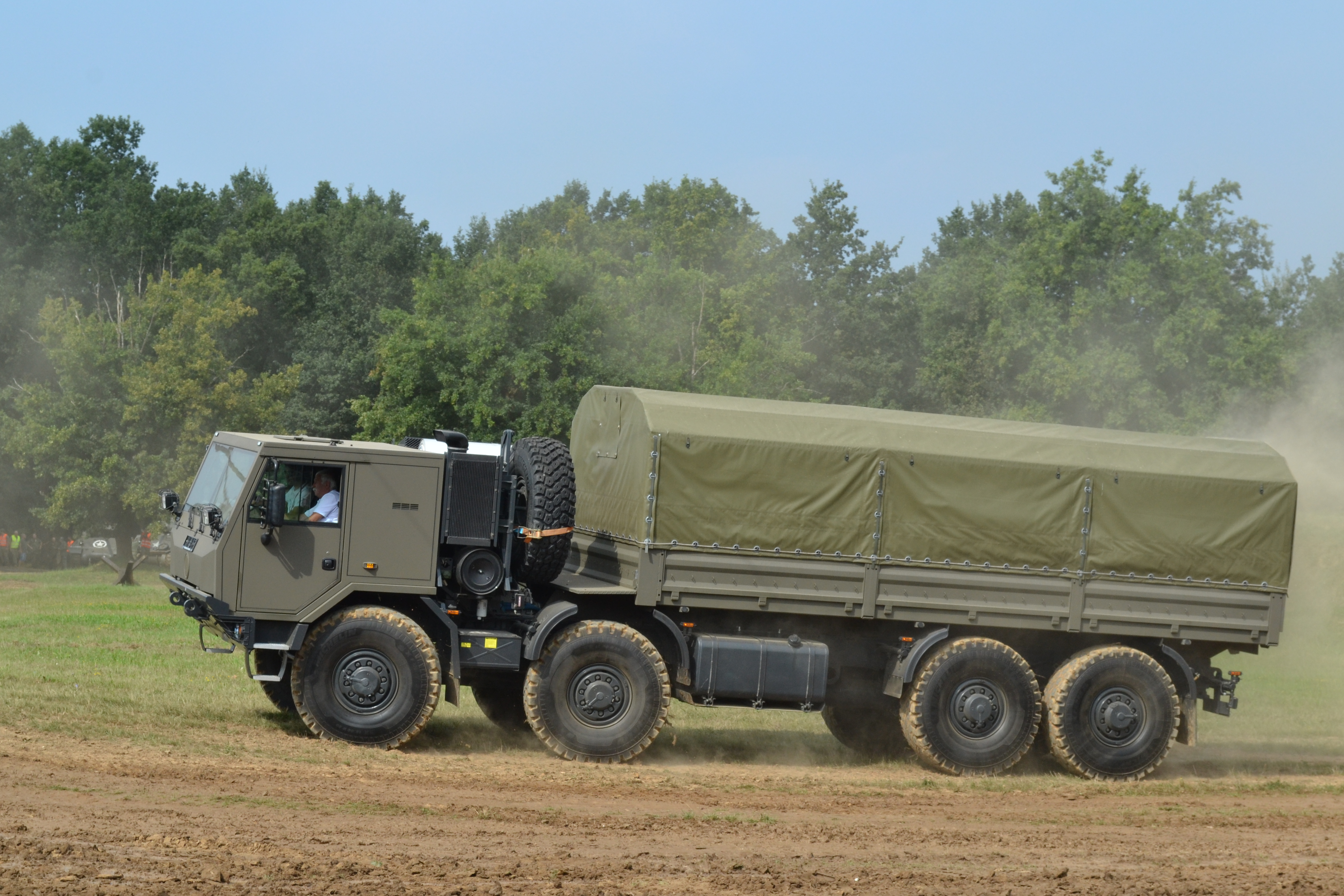
Tatra Force 8×8

Výběr významných firem patřících do holdingu Czechoslovak Group (stav k prosinci 2023):
CSG Defence
- EXCALIBUR ARMY spol. s.r.o
- Fábrica de Mniciones de Granada SL.
- MSM GROUP, s.r.o.
- MSM LAND SYSTEMS s.r.o.
- TATRA DEFENCE SLOVAKIA s.r.o.
- TATRA DEFENCE VEHICLE a.s.
- VOP Nováky, a.s.
- VÝVOJ Martin, a.s.
- ZVS holding, a.s.
- 14.OKTOBAR d.o.o. Kruševac

CSG Ammo+
- Baschieri & Pellagri S.p.A.
- Fiocchi Munizioni S.p.A.
- Fiocchi of America Inc.
- Lyalvale Express Limited

CSG Mobility
- DAKO-CZ, a.s
- DAKO-CZ INDIA Pvt. Ltd.
- DAKO-CZ MACHINERY, a.s.
- DAKO-CZ SERVICE, s.r.o.
- DAKO-CZ TRANSELCO, s.r.o.
- JWL DAKO-CZ (INDIA) Ltd.
- MEDHA DAKO-CZ Pvt. Ltd.
- TATRA TRUCKS a.s. – firma je s holdingem propojena prostřednictvím většinového vlastníka
- TATRA METALURGIE a.s.

CSG Aerospace
- ATRAK a.s.
- CS SOFT a.s.
- ELDIS Pardubice, s.r.o.
- JOB AIR Technic a.s.
- Pocket Virtuality a. s.
- RETIA, a.s.
- UpVision s.r.o.

CSG Business Projects
- ARMI PERAZZI S.P.A.
- CSG USA Inc.
- ELTON hodinářská, a.s. - hodinky PRIM
- EXCALIBUR INTERNATIONAL a.s.
- KARBOX s.r.o.
- PFC Prague Fertility Centre
- TRUCK SERVICE GROUP s.r.o.

## ESG
Své cíle v oblasti udržitelnosti si CSG stanovuje nejen na úrovni skupiny nejen na úrovni holdingu, ale i v rámci jednotlivých divizí a firem. Skupina je hrdým partnerem projektu Česká hlava, propagujícího vynikající výsledky českých vědců a inovátorů. CSG také dlouhodobě přispívá na výzkumné projekty Ústavu hematologie a krevní transfúze zaměřené na zlepšování diagnostiky a léčby závažných rakovinových onemocnění. V oblasti vzdělávání podporuje skupina činnost Vysoké školy CEVRO a formou strategických partnerství konkrétní vědecké projekty špičkových českých a slovenských univerzit technických směrů, mj. ČVUT, VUT, VŠB-TUO, Univerzity obrany, UJEP, VŠE nebo Univerzity Pardubice.
V rámci divizí Defence a Aerospace zahrnují tyto aktivity mj. přechod k pokročilým technologiím snižujícím dopady výroby i výsledných produktů na životní prostředí a k posilování standardů bezpečnosti. Divize CSG Ammo+ se soustřeďuje na zavádění šetrnějších materiálů, včetně plně biodegradabilních, a minimalizaci odpadu.
CSG se svou divizí CSG Mobility zaměřuje na snížení dopravních emisí a adaptaci ekologických dopravních prostředků využívajících elektromobilitu a vodíkový pohon. Skupina prosazuje dlouhou životnost dopravních prostředků nabízením servisních služeb a dlouhodobou výrobou náhradních dílů. Společnosti skupiny již přijaly nebo se chystají instalovat energeticky úsporné fotovoltaické panely, tepelná čerpadla a kogenerační systémy. Základním principem je „nepoškozovat“ (do no significant harm).
Na úrovni firem platí od roku 2023 pro všechny firmy nová pravidla zapojování do obecně prospěšných aktivit v místech jejich působení, především ve formě podpory občanských a neziskových iniciativ, kulturních, společenských, vzdělávacích nebo sportovních projektů.